# Ein Heller und ein Batzen
Ein Heller und ein Batzen (с нем. — «Один геллер и один батцен») — немецкая студенческая песня, получившая известность в мире в годы Второй мировой войны.

## История
Текст песни Ein Heller und ein Batzen (в литературном переводе «Копейка и полтина») написал 19-летний граф Альберт фон Шлиппенбах, в 1820-х годах, во времена своего студенчества в Гёттингене. Песня является типичной студенческой песней, повествующей о молодом повесе, который на вино тратит заведомо большие деньги (батцен), нежели на воду (геллер).
На музыку слова положил Франц Теодор Куглер, в будущем искусствовед и композитор, аранжировав старую народную немецкую мелодию. В 1830 году песня появилась в его «Альбоме для эскизов». Тогда же у песни появился запоминающийся припев, который по существу представляет собой вариации на сокращённую форму какого-то из женских имён, например Heidrun (Хайди): 
Heidi heido heida,

heidi heido heida,

heidi, heido, heida

ha-ha-ha-ha-ha-ha-ha!

Heidi heido heida,

heidi heido heida,

heidi, heido, heida!
Песня вскоре получила распространение и понемногу перешла в разряд народных. Она стала популярной и среди солдат, как маршевая песня и в основном ассоциируется с вермахтом. Так, именно этой песней в кинообозрении «Degeto Weltspiegel» №25 за 1941 год сопровождается вступление гитлеровских войск в Варшаву.
Припев песни в исполнении детского хора, проигрываемый на заезженной пластинке, использован в качестве вступления к песне «Fast as a Shark» с альбома Restless and Wild группы Accept, а поскольку песня первая в трек-листе, то и ко всему альбому. Это послужило основанием для обвинений в пропаганде нацизма.

## Текст
| Ein Heller und ein Batzen | Ein Heller und ein Batzen Литературный перевод |
| --- | --- |
| Ein Heller und ein Batzen, Die waren beide mein: Der Heller ward zu Wasser, Der Batzen ward zu Wein. Припев: Heidi heido heida, heidi heido heida, heidi, heido, heida ha-ha-ha-ha-ha-ha-ha! Heidi heido heida, heidi heido heida, heidi, heido, heida! Die Wirtsleut' und die Mädel, Die rufen beid': «Oh weh!». Die Wirtsleut', wenn ich komme, Die Mädel, wenn ich geh. Припев. Mein' Strümpfe sind zerrissen, Mein' Stiefel sind entzwei, Und draußen auf der Heiden, Da singt der Vogel frei. Припев. Und gäb's kein Landstraß' nirgend, Da säß ich still zu Haus, Und gäb's kein Loch im Fasse, Da tränk ich gar nicht draus. Припев. War das 'ne große Freude, Als ihn der Herrgott schuf. Ein Kerl wie Samt und Seide, Nur schade, daß er suff. | С копейкой и с полтиной Расстанусь я легко: Копеечку — на воду, Полтину — на вино! Припев: Айди-айду-айда, айди-айду-айда, айди, айду, айда Ха-ха-ха-ха-ха-ха-ха! Айди-айду-айда, айди-айду-айда, айди, айду, айда! Хозяйки, лишь завидят, Кричат: «О, Боже мой!», «О, нет!» — кричат девчонки, Когда иду домой. Припев. Башмак мой весь разодран, Камзол дыряв на мне. А пташки на просторе Щебечут в вышине. Припев. И нету такой кочки, По ней чтоб не ходил. И дырок нету в бочке, Чтоб я из них не пил. Припев. Создав такого парня, Господь был очень рад: Не будь я вечно пьяным, Я был бы просто клад! |